# Turm und Riegel
Turm und Riegel (auch stehender und liegender Turm) war ein vom Architekturbüro Coop Himmelblau in den 1990er Jahren ventiliertes Architekturprojekt für das Mariahilfer Platzl in Wien. Die Architektur des nicht realisierten Projektes wird dem Dekonstruktivismus zugeordnet.

## Projektidee und öffentliche Diskussion
Das Vorhaben, an der trichterförmigen Ausbuchtung der Mariahilfer Straße im Kreuzungsbereich zum Gürtel nahe dem Westbahnhof einen städtebaulichen Akzent zu setzen, wurde in den 1990er Jahren von den Medien immer wieder gerne aufgegriffen. Artikel zum Projekt „Turm und Riegel“ gab es unter anderem in der gesamten Wiener Tagespresse vom 21. September 1993, in der Kronenzeitung vom 21. Juni 1994, in Der Standard vom 12. Februar 1995, in Die Presse vom 10. Jänner 2000, und in Der Standard vom 15. Jänner 2001. Diese architektonische Zeichensetzung auf einem der markanten Verkehrsknotenpunkte der Stadt war rund ein Jahrzehnt lang in Diskussion und machte die Namensgebung „Turm und Riegel“ in Wien sehr bekannt.

## Das Projekt
Am 6. November 1998 erfolgte im Wiener Gemeinderat nach langer Planung und Diskussion des genauen Standortes die erforderliche Umwidmung des öffentlichen Grundstücks. Die Realisierung von „Turm und Riegel“ am Mariahilfer Platzl rückte damit in erreichbare Nähe. In der Bezirksvertretung Mariahilf gab es für das Projekt einhellige Zustimmung.
Geplant wurde von Coop Himmelblau ein Ensemble, bestehend aus einem rund 70 m hohen, schlanken Turm, an den ein rund 80 m langer, auf zwei Etagen begehbarer Quader, der „Riegel“, angebaut werden sollte. Dieser Baukörper sollte in rund vier Metern Höhe auf Stützelementen leicht ansteigend quer über den Platz geführt werden und gastronomische Einrichtungen beherbergen. Ebenso wie der „Riegel“ sollte auch der „Turm“ eine transparente Fassade erhalten. Durch ein komplexes Beleuchtungssystem innerhalb des Turms sollte durch verschiedenfarbiges Licht je nach Tageszeit auch ein Beleuchtungseffekt auf den Platz gesetzt werden.

## Das Scheitern
Verschiedene Investoren wurden genannt, das Vorhaben blieb jedoch letztlich Ungebautes Wien. Das dekonstruktivistische Projekt scheiterte schließlich an der Finanzierung. Es hätte zu geringe kommerzielle Verwertungsmöglichkeit für die Investoren gegeben (die Werbeflächen wären zu teuer gekommen, die Nutzflächen zu gering gewesen). Der vorgesehene Baukonzern Porr gründete zwar mit dem Bauunternehmer Anton Kallinger-Prskawetz die Turm und Riegel Gebäude Projektentwicklungs- und verwertungsgesellschaft mbH, fand aber nicht genügend Geldgeber für das Projekt, dessen Kosten zuletzt mit elf Millionen Euro angegeben wurden.
Mit Jahresende 2004 lief die Option zum Abschluss eines Baurechtsvertrages zwischen der Stadt Wien und dem Bauträger aus. 2006 wurde ein neuer Architektenwettbewerb für das Mariahilfer Platzl ausgelobt. Die Investitionen durch die Stadtverwaltung für die Neugestaltung des rund 4000 Quadratmeter großen Platzes wurden mit 600.000 Euro begrenzt. Am 20. September 2007 begannen die Umbauarbeiten nach dem wesentlich einfacheren gestalterischen Ergebnis des Wettbewerbs – es sah die Errichtung zahlreicher roter Masten als herausragende Elemente vor – und am 5. Mai 2008 wurde der neu gestaltete Platz eröffnet.

## Medienecho
Im Gegensatz zu anderen Wiener Turm- und Hochhausbauten wie dem Leseturm im MuseumsQuartier fand das Projekt nicht nur internationale Anerkennung, sondern auch weitgehende Zustimmung quer durch die politische Parteienlandschaft und die Bevölkerung. Eine wesentliche Bedingung dafür war aber die private Finanzierung, die schließlich nicht aufgebracht werden konnte:
- COOP Himmelblau am „Mariahilfer Platzl“. Rathauskorrespondenz Wien, 20. September 1993, abgerufen am 29. April 2009: „Um der Bedeutung dieses Platzes gerecht zu werden, soll hier nun ein architektonisches Zeichen gesetzt werden. Das von COOP Himmelblau und Architekt Neumann geplante Objekt wurde daher vorrangig auf seine stadträumliche Wirksamkeit hin konzipiert. […] Turm und Riegel stellen ein wichtiges Orientierungszeichen für den örtlichen Stadtbereich dar und sollen die Unverwechselbarkeit dieses Bereiches fördern“

- Mariahilf auf Kurs Richtung Zukunft: Zwei gläserne Türme als neues Wahrzeichen von Mariahilf. Rathauskorrespondenz Wien, 6. November 1995, abgerufen am 29. April 2009: „Ein konkretes Stadtentwicklungsprojekt, durch das Mariahilf ein eigenes Wahrzeichen erhalten soll, ist der gläserne Turm auf dem Mariahilfer Platzl. Das aus einem stehenden und einem liegenden Turm von den Architekten COOP-Himmelblau/Neumann & Partner konzipierte Wahrzeichen soll Geschäfte, ein Restaurant und eine Bar beinhalten. Der Platz ist für einen Markt sowie für Veranstaltungen vorgesehen. Bauträger für dieses Projekt ist die KAWOG, voraussichtlicher Baubeginn könnte 1996 sein“

- Neue Ideen für Mariahilfer Platzl. Rathauskorrespondenz Wien, 1. Februar 1996, abgerufen am 29. April 2009: „Swoboda betonte, daß der Standort Mariahilfer Platzl als Eingangstor zur Mariahilfer Straße, für den es ja von COOP-Himmelblau (Wolf PRIX, Helmut SWICZINSKY) und Heinz NEUMANN bereits einen Gestaltungsvorschlag gibt, ein optimaler Platz für solch ein Megastore der Zukunft sein könnte“

- Judith Eiblmayr: Mariahilfer Blues. Von der „bewussten Nichtgestaltung“ und der „bewussten Zeichensetzung“ am jeweils falschen Ort. Abgerufen am 29. April 2009: „Coop Himmelblau wurden beauftragt, dem „Platzl“ und damit eigentlich dem ganzen vorher abgehandelten Bereich Gürtel, Europaplatz etc. ein spezifisches Gepräge zu verleihen. Ihr Projekt sieht so aus, dass sie ans obere Ende, an die Gürtelkreuzung einen gewaltigen, im Grundriss quadratischen Turm stellen, der in erster Linie als Werbeträger verwendet werden soll; nur die obersten drei Geschoße könnten als Café-Bar genutzt werden. Auf diesem Fleck postiert wäre der Turm von allen Richtungen aus weithin sichtbar und würde ein markantes städtebauliches statement abgeben. Dem Verlauf der Mariahilfer Straße stadteinwärts folgend würde ein schräger, dreigeschoßiger Riegel liegen, in dem neben U-Bahn- und Tiefgaragenabgängen auch Geschäfte und Cafés untergebracht sind. Der so entstandene Raum zwischen Turm, Riegel und Häusern des „Platzls“ sollte als kommunikativer öffentlicher Platz mit kleinem Standl-Markt dienen“

- Martha Karner: Mariahilfer Strasse wird neu gestylt. WirtschaftsBlatt, 18. März 2000, abgerufen am 29. April 2009: „Im Spätherbst wird Baubeginn für das vor mehreren Jahren von den Architekten Coop Himmelblau geplante Turm & Riegel-Projekt sein. Die futuristische Stahl-Glas-Konstruktion wird am Mariahilfer Platzl (vis à vis des Westbahnhofs) realisiert“

- FPÖ will Brückenschlag „Mariahilfer Platzl“ – Westbahnhof. Rathauskorrespondenz Wien, 7. Juli 2002, abgerufen am 29. April 2009: „Um dieses Projekt zu realisieren, sei es notwendig, ein bereits seit mehr als 10 Jahren bestehendes Planungsprojekt (Turm & Riegel-Projekt von COOP-Himmelb(l)au) zu überarbeiten und durch eine Brückenkonstruktion, die über den Sechshausergürtel bis zum Westbahnhof führt, zu ergänzen.“

- Wojciech Czaja: Woanders ist der Himmel blauer. Coop Himmelb(l)au feiern ihr 40-jähriges Bestehen: Sie ziehen ein Projekt nach dem anderen hoch und werden hierzulande mit einer umfassenden Werkschau geehrt. Der Standard, 19. Dezember 2007, abgerufen am 29. April 2009: „Coop Himmelb(l)au baut überall, nur nicht in Österreich. Warum? „Österreich ist mutlos und feig, was das Zulassen und Fördern von Spitzenleistungen betrifft“, erklärt Wolf Prix, „daher bauen wir in diesem Land so gut wie nichts.“ In der Tat: Der große Wurf im Heimatland blieb den Coops bis jetzt verwehrt, stattdessen gibt’s den Trostpreis: Auszeichnungen und Anerkennungen zuhauf. „Die Wahrheit ist: Man hat Angst vor Veränderung. Das kann ich in Österreich einfach nicht leiden. Denn Angst vereist bestehende Zustände““